# 1829년 앤드루 잭슨 대통령 취임식
앤드루 잭슨의 첫 번째 대통령 취임식은 제7대 미국 대통령으로서 1829년 3월 4일 수요일 워싱턴 D.C.의 미국 국회의사당에서 열렸다. 취임식은 앤드루 잭슨의 첫 4년 임기 대통령직과 존 캘훈의 부통령 두 번째 임기의 시작을 알렸다. 대법원장 존 마셜은 대통령 취임 선서를 집행했다. 캘훈은 이 임기 중 3년 299일에 사임했으며, 임기의 남은 기간 동안 그 직위는 공석으로 남아있었다. (1967년 수정 헌법 제25조가 비준되기 전에는 부통령직이 임기 중 공석이 되었을 때 이를 채우기 위한 헌법 조항이 없었다.)
잭슨에게 1828년 선거에서 패배한 전임 대통령 존 퀸시 애덤스는 둘 사이의 긴장 관계 때문에 취임식에 참석하지 않았다. 이는 전임 대통령이 후임자의 취임식을 건너뛴 두 번째 사례였다(그의 아버지 존 애덤스가 토머스 제퍼슨의 1801년 취임식을 건너뛴 이후). 그는 1829년 2월 메리디언 힐의 저택으로 이사했으며, 취임식 전날인 3월 3일 저녁에 공식적으로 백악관을 떠났다.

## 이동
대통령 당선인 잭슨의 내슈빌, 테네시주에서 워싱턴 D.C.까지의 3주간의 여정은 먼저 증기선을 타고 펜실베이니아의 피츠버그로 이동한 후 마차를 타고 계속 진행되었으며, 이 여정 내내 대통령 당선인을 환영하는 많은 인파가 몰렸다. 잭슨은 1829년 2월 11일 워싱턴 D.C.에 도착했지만, 전임 대통령 존 퀸시 애덤스에게 연락하지 않았고, 애덤스도 그를 백악관으로 초대하지 않았다.

## 취임식

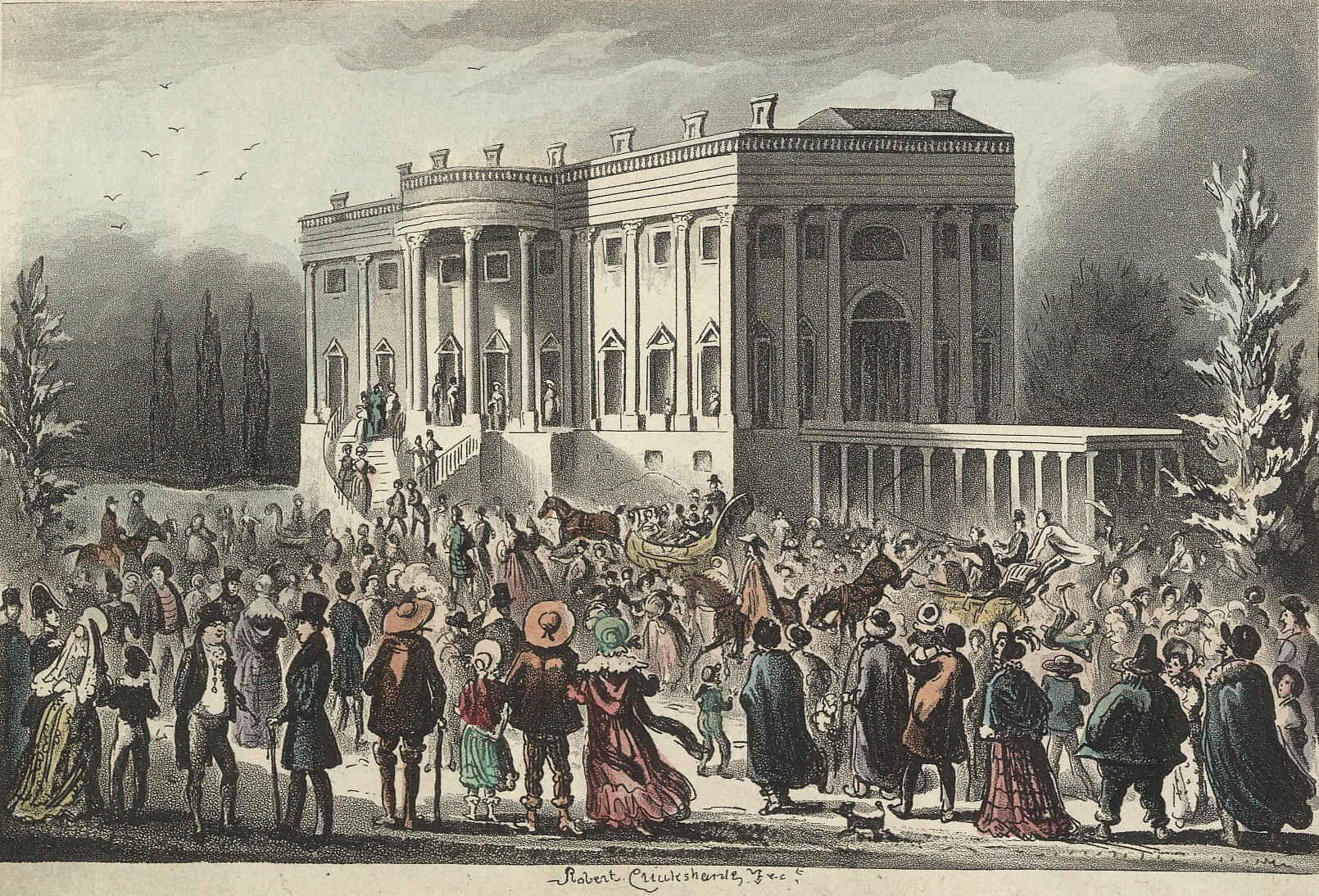
1829년 로버트 크루이크섕크가 그린 미국 대통령 앤드루 잭슨의 취임식 풍자화

취임식 자체는 1829년 3월 4일에 거행되었으며, 미국 국회의사당 동쪽 포르티코에서 열린 최초의 취임식이었다. 만 명이 넘는 사람들이 이 행사를 위해 마을로 왔고, 이에 프랜시스 스콧 키는 "아름답다; 숭고하다!"라고 반응했다.
오전 10시까지 국회의사당 앞은 사람들로 가득 찼고, 동쪽 포르티코의 계단은 군중이 접근하지 못하도록 밧줄로 막혀 있었다. 약 21,000명의 흥분한 군중이 선서식을 보기 위해 몰려들었지만, 대부분은 취임 연설을 들을 수 없었다. 잭슨은 걸어서 식장에 도착했지만, 인파를 피하기 위해 서쪽 전면의 지하실 문을 통해 국회의사당으로 들어갔다. 군중을 마주하기 위해 나섰을 때 그는 큰 환호 속에서 허리를 굽혔다.
목격자가 묘사한 장면은 다음과 같다.
사방에 펼쳐진 광경과 그 거대한 잡다한 군중의 열정적이고 기대에 찬 눈이 그들이 숭배하는 지도자의 키 크고 위엄 있는 형상이 포르티코 기둥 사이로 나타나는 순간을 목격했을 때의 전율을 결코 잊을 수 없다. 마치 기적처럼 전체 무리의 색깔이 변했다. 모든 모자가 동시에 벗겨졌고, 보통 잡다한 남자들 무리를 뒤덮는 어두운 색조는 마치 마법 지팡이에 의해 갑작스러운 기쁨으로 빛나는 수많은 들뜬 기대에 찬 얼굴들의 밝은 색조로 변했다. 솟아오른 함성 소리는 공기를 찢고 땅을 뒤흔드는 듯했다. 그러나 대법원장이 자리에 앉아 짧은 취임 선서식을 시작하자마자 그것은 곧 비교적 조용해졌다. 그리고 새로운 대통령이 취임 연설을 읽기 시작하자 정적은 점차 깊어졌다. 그러나 바로 주변의 짧은 공간을 넘어서 그를 들으려는 모든 노력은 완전히 헛수고였다.
잭슨은 들어왔던 대로 국회의사당 서쪽 정면으로 나갔다. 군중이 밧줄을 끊고 앞으로 밀려들었기 때문이었다. 그는 흰 말을 타고 펜실베이니아 애비뉴를 따라 백악관으로 향했다. 이때 사람들은 백악관에 들어가기 위해 창문을 통해 기어 들어갔다.
백악관은 취임 후 환영회를 위해 모두에게 개방되었고, 잭슨이 말을 타고 도착하기도 전에 대중으로 가득 찼다. 곧이어 잭슨은 창문 또는 옆문으로 나갔고, 나중에 내셔널 호텔이라고 불리는 개즈비 호텔로 향했다. 군중은 술 취한 폭도로 계속 변해갔고, 백악관 앞 잔디밭에 술과 펀치가 담긴 그릇이 놓여진 후에야 해산되었다. 당시 대법원 판사였던 조지프 스토리는 "나는 이런 혼란을 본 적이 없다. '군중 왕'의 시대가 승리한 것 같았다"라고 말했다. 백악관은 수천 달러 상당의 깨진 도자기를 포함하여 난장판이 되었다.
그날 밤 카루시 어셈블리 룸에서는 행정부 관리들과 워싱턴 상류 사회를 위한 공식 취임 무도회가 열렸는데, 이는 이튼 사건으로 알려지게 될 스캔들의 장이 되었다. 1200명의 손님이 참석했지만, 지쳐 있고 그해 12월에 아내 레이첼 잭슨의 죽음을 여전히 애도하고 있던 잭슨 대통령은 참석하지 않았다. 또 다른 무도회는 센트럴 메이소닉 홀에서 열렸다.
그러나 공정하게 말하자면, 두 역사가 데이비드와 진 하이들러는 2004년에 오픈 하우스의 술판 싸움 측면을 축소하는 다른 현대적 기록에 대해 썼다. 하이들러 부부는 사우스캐롤라이나 출신의 잭슨 지지자 해밀턴이 이 행사로 인한 피해를 "사소한" 것이라고 불렀다고 지적한다. 백악관의 군중은 다양했다. 가장 먼저 도착한 사람들은 워싱턴 사회를 구성하는 사람들이었다. 두 번째로 저택에 나타난 군중은 가장 좋은 옷을 입고 잭슨을 지지하는 사람들이었다. 그 다음에 일어난 일은 논란의 여지가 없는 것 같다. 백악관은 정문으로 밀려들어와 잭슨과 음식, 위스키가 섞인 펀치를 찾는 군중에 대비하지 못했다. 잭슨은 벽에 등을 기댄 채 갇힌 상황에 처했고, 그의 사람들이 그를 군중으로부터 벗어나 호텔로 돌아갈 수 있게 할 때까지 그랬다. 백악관 내부에 엄청난 수의 사람들이 있었기 때문에 가구와 음식에 부딪히는 일이 발생했다. 잭슨이 떠난 후, 하이들러 부부는 백악관 집사인 앙투안 미셸 주스타가 펀치를 밖으로 내놓아 파티를 야외로 옮겼다고 말한다. 다른 보고서들은 직원들이 백악관 창문을 통해 밖에 있는 군중에게 펀치와 아이스크림을 건네주었다고 밝혔다. 술 취한 잭슨 지지자들의 폭동 이미지에 대해 하이들러 부부는 이 사건이 새로운 정권과 그들의 하층 계급 뿌리를 두려워했던 워싱턴 사회와 잭슨의 적들에 의해 비유적으로 사용되었다고 믿었다.
"그러나 대부분의 목격자들은 실제 피해가 거의 없다고 언급했으며, 신문들은 단지 우발적인 파손만을 보도했습니다. 사실 나일스 위클리 레지스터는 잭슨이 '대통령 취임에 대해 축하하기 위해 온 수많은 사람들의 인사를 받았다'고만 언급했습니다."라고 하이들러 부부는 말했다. 치즈 이야기는 잭슨이 8년 임기를 마칠 때 일어났다. 대통령은 1,400파운드짜리 치즈 휠을 선물로 받았고, 그것은 백악관에 몇 년 동안 놓여 있었다. 마침내 잭슨은 일반인들이 이스트 룸에 들어와 치즈를 먹게 허락했고, 사람들은 1837년에 며칠 동안 그 치즈를 먹었다. 그 냄새는 행사 후 며칠 동안 남아 있었다.

## 같이 보기
- 앤드루 잭슨 행정부
- 1833년 앤드루 잭슨 대통령 취임식
- 1828년 미국 대통령 선거
- 앤드루 잭슨